# La voz Uruguay
La voz Uruguay es un concurso de talentos uruguayo emitido en Canal 10. Se trata de la adaptación uruguaya del formato de The Voice, originado en los Países Bajos creado por el productor de televisión neerlandés John de Mol. La conducción es llevada a cabo por Natalia Oreiro, acompañada por Ruben Rada, Valeria Lynch, Lucas Sugo y Agustín Casanova como entrenadores.
La primera temporada fue emitida entre el 7 de marzo y el 27 de junio de 2022, con la consagración de Óscar Collazo, del equipo de Lucas Sugo.

## Historia
El 20 de septiembre de 2021 durante la gala final de la segunda temporada de Got Talent se anunció formalmente la realización de una adaptación uruguaya del formato internacional The Voice y la apertura de las inscripciones. Según informó el Diario El País, la cadena redobló la apuesta en las negociaciones, debido a que tanto Teledoce como Canal 4 mostraron interés en adquirir los derechos. El 26 de octubre, la productora María Laura García anunció que Max Capote se desempeñaría como productor musical del show, encargándose de producir las bases y supervisar las canciones.
El 28 de octubre, durante la edición central de Subrayado se anunció el nombre del primer miembro del jurado, Rubén Rada, un cantante, compositor y percusionista de larga trayectoria. Días después, el 9 de noviembre se confirmó a la cantautora argentina Valeria Lynch, como la jurado internacional que el formato exige. El día 17 se anunció a Lucas Sugo como el tercer coach, y finalmente, una semana más tarde, se anunció a Agustín Casanova, quien se había desempeñado como jurado en las dos ediciones de Got Talent Uruguay, como el cuarto y último coach del certamen.
El 8 de febrero se lanzó un primer vistazo del programa, en el cual se mostraba se mostraba una figura femenina en la oscuridad. El 17 de febrero se anunció que Natalia Oreiro sería la presentadora del certamen. Por su parte, el lunes 21 se dieron a conocer los nombres de los asesores Camila Sapin, integrante de la banda Closet; Victoria Ripa, voz central del grupo Croupier Funk y ex-jurado del reality Master Class emitido por Teledoce; Alejandro Spuntone, ex-vocalista de La Trampa y vocalista de Spuntone-Mendaro y de Proyecto Bifrost; y Juan Dittrich, un coach vocal.
El 1 de marzo la producción confirmó oficialmente, a través de las redes sociales, el estreno de La voz para el día 7 de ese mes. El día de su debut logró ser lo más visto de la jornada, al promediar 17,13 puntos de índice de audiencia. La temporada promedió 17,39 puntos en sus 17 emisiones, siendo, en cada una, el programa más visto del día de la televisión uruguaya. En el último episodio, tras los altos números de audiencia, se anunció la producción para una segunda temporada del concurso, a estrenarse en el año 2023.La misma fue emitida entre el 3 de julio y el 23 octubre de ese año.Asimismo se confirmó la renovación del programa para una tercera temporada.
El 22 de enero de 2024 se confirmó que la cantante Luana Persíncula se incorporaría al programa como coach, en reemplazo de Lucas Sugo. Días más tarde se anunció que Natalia Oreiro no continuaría en la conducción del programa, y que sería reemplazada por Noelia Etcheverry, quien ya había presentado la edición infantil del formato. El 7 de mayo de 2024 se lanzó el primer vistazo de la temporada y se anunció la introducción del botón de bloqueo a las sillas de los coach. El 27 de mayo se anunció el estreno para el 3 de junio.

## Formato

### Audiciones a ciegas
En cada audición, el participante canta su tema frente a los entrenadores, cuyas sillas están frente al público. Si un entrenador está interesado en trabajar con el artista y que este forme parte de su equipo, presionará el botón «quiero tu voz» para mirar al artista. Si un solo entrenador presiona el botón, el participante automáticamente pasa a formar parte de su equipo. Si giran varios entrenadores, competirán por el participante, quien decidirá a qué equipo se unirá. Cada coach participará en el desarrollo de los miembros de su equipo, aconsejándolos, y compartiendo los secretos de sus éxitos.A partir de la tercera temporada, cada coach tiene tres posibilidades de bloqueo a otro, para evitar que sea escogido por el participante 

### Batallas
En la segunda etapa, cada entrenador debe elegir a dos miembros de su equipo para competir entre sí y demostrar quién tiene la mejor voz. Al final de cada presentación, una vez terminado el duelo vocal, el entrenador decidirá quién continúa en la competencia. Los perdedores pueden ser "robados" por otro entrenador, convirtiéndose en nuevos miembros de su equipo. Múltiples entrenadores pueden intentar robar a un artista, lo que resulta en una competencia por el artista, quien finalmente decidirá a qué equipo irá.

### Knockouts
En la tercera etapa, cuatro participantes del mismo equipo realizan presentaciones de forma individual. Cada uno tiene la posibilidad de cantar una canción de su elección, y asimismo, son asesorados por invitados especiales. Después de las presentaciones, cada coach escoge a dos participantes para que avancen a la siguiente ronda.

### Showsen vivo
Los shows en vivo se dan en los cuartos de final, la semifinal y la final del concurso. En los cuartos de final, los cuatro participantes restantes de cada equipo compiten con canciones diferentes y cada entrenador elige a dos de ellos para salvarlos y que sigan en competencia. En la semifinal, los dos restantes de cada equipo se miden en un dúo y el público elige el vencedor, terminando dicha emisión con el participante finalista de cada equipo. Y en la gran final, los cuatro concursantes realizan presentaciones en solitario y junto a su entrenador, y el público vota sus posiciones finales y el ganador, quien se consagra como la Voz Uruguay.

## Equipo

### Presentadores
| Edición           | Edición | 1    | 2    | 3    |
| Año               | Año     | 2022 | 2023 | 2024 |
| ----------------- | ------- | ---- | ---- | ---- |
| Natalia Oreiro    |         |      |      |      |
| Noelia Etcheverry |         |      |      |      |

### Coaches
| Edición          | Edición | 1    | 2    | 3    |
| Año              | Año     | 2022 | 2023 | 2024 |
| ---------------- | ------- | ---- | ---- | ---- |
| Ruben Rada       |         |      |      |      |
| Lucas Sugo       |         |      |      |      |
| Valeria Lynch    |         |      |      |      |
| Agustín Casanova |         |      |      |      |
| Luana Persíncula |         |      |      |      |

Entrenadores actuales
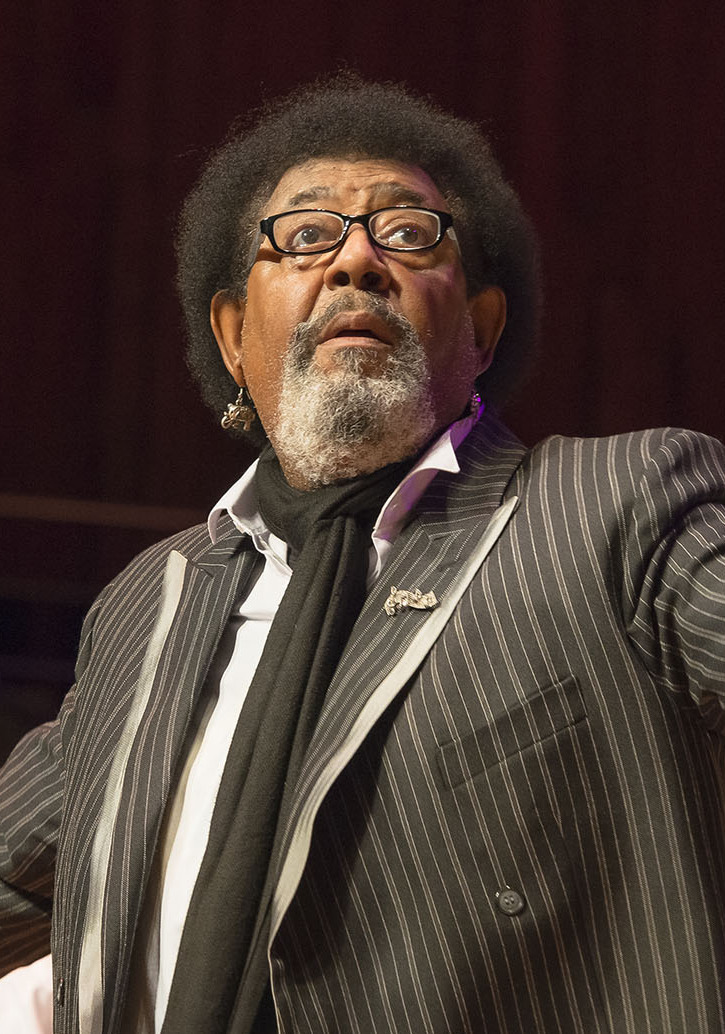
Rubén Rada (Desde 2022)
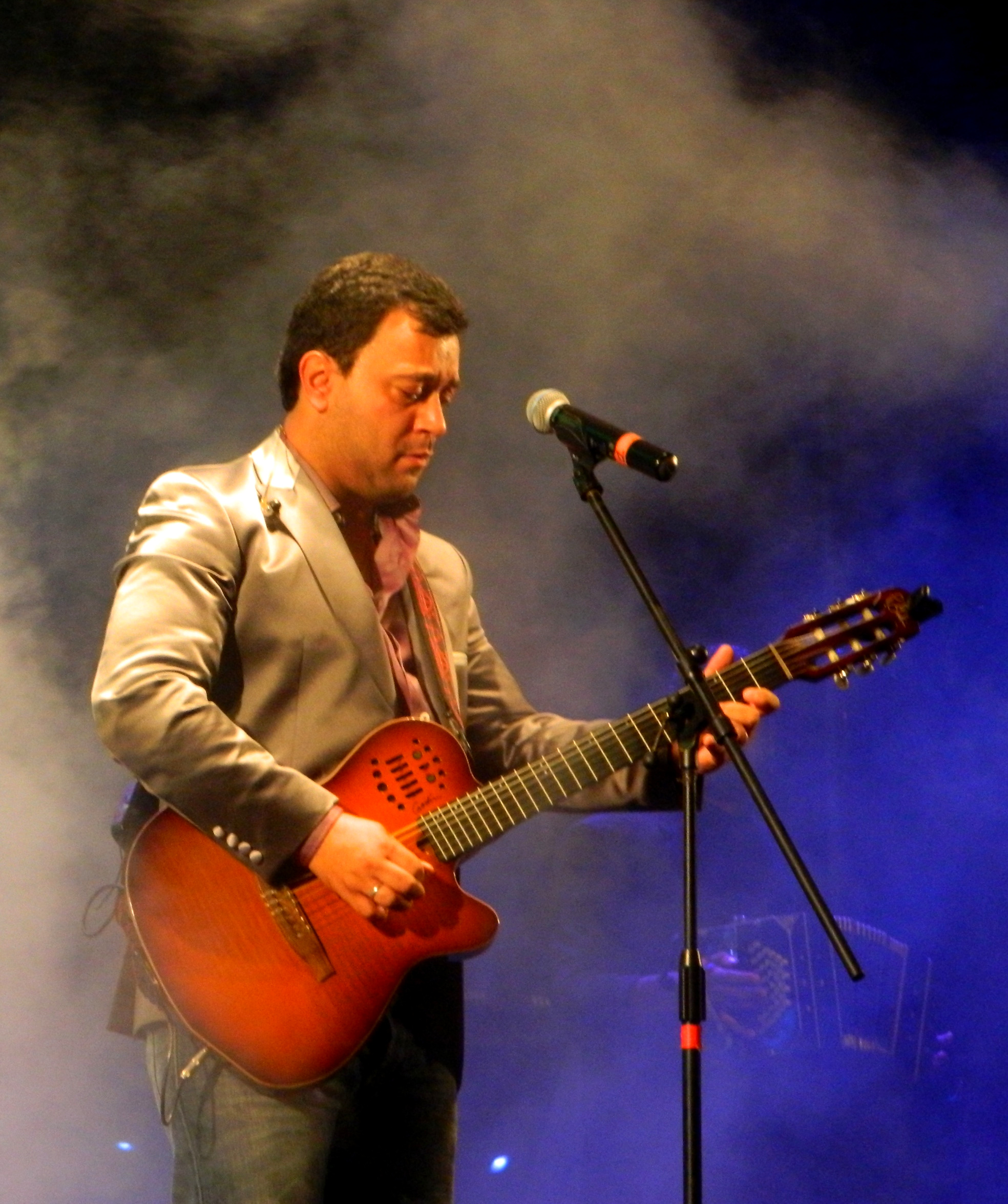
Lucas Sugo (Desde 2022)
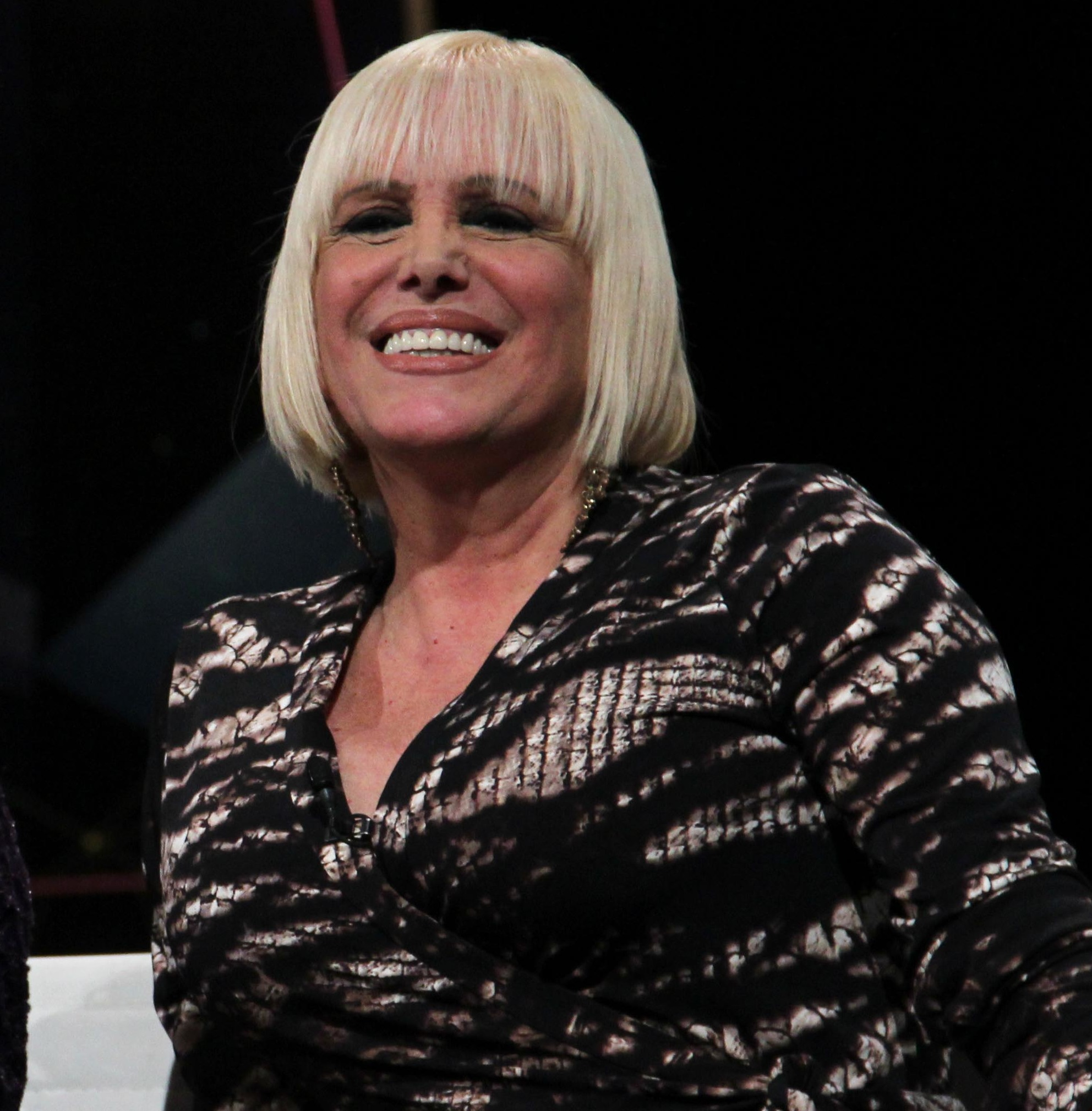
Valeria Lynch (Desde 2022)
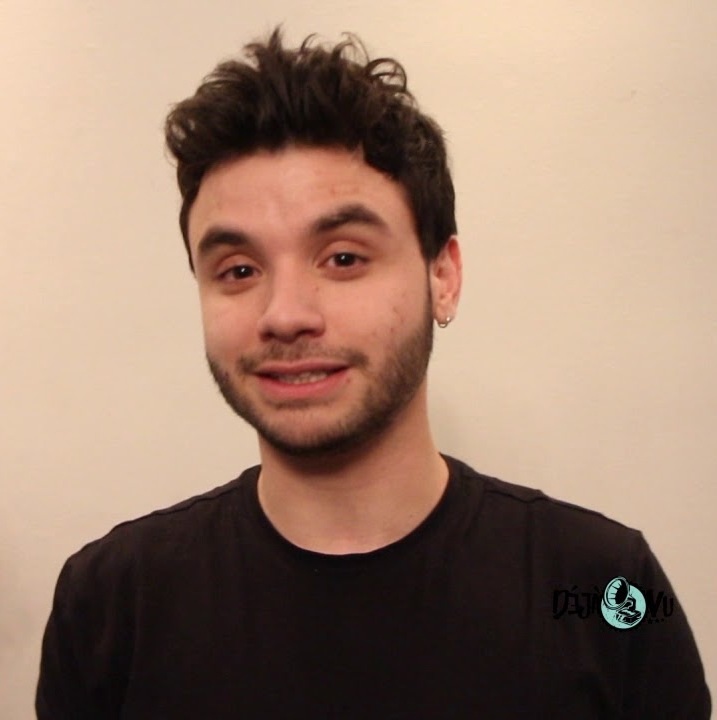
Agustín Casanova (Desde 2022)
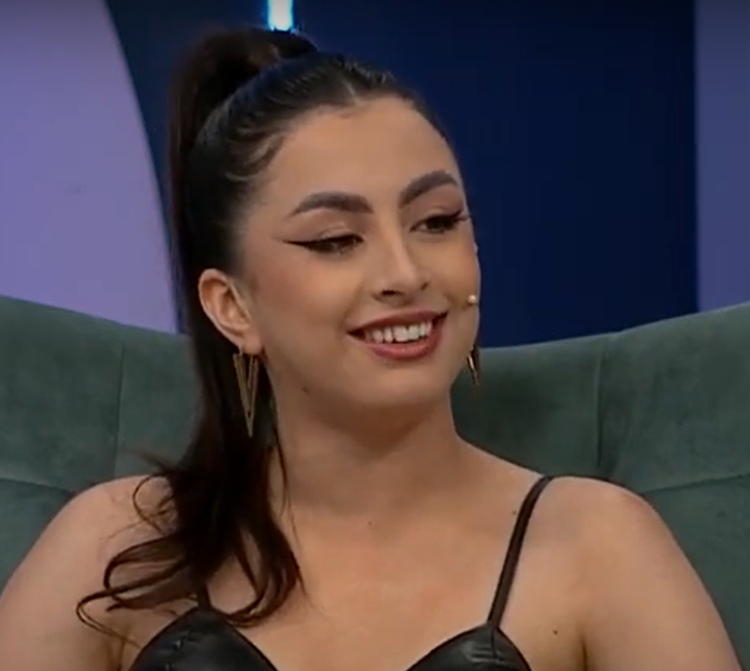
Luana Persíncula (Desde 2024)

## Temporadas
| Temporada | Temporada | Programas | Participantes | Estreno            | Final               | Audiencia |
| --------- | --------- | --------- | ------------- | ------------------ | ------------------- | --------- |
|           | 1         | 17        | 83            | 7 de marzo de 2022 | 27 de junio de 2022 | 17,39     |

### Primera temporada (2022)
La primera temporada de La voz Uruguay fue emitida entre el 7 de marzo y el 27 de junio del año 2022, durante 17 emisiones. Los asesores fueron Camila Sapin, integrante de la banda Closet; Victoria Ripa, voz del grupo Croupier Funk y ex-jurado del reality Master Class emitido por Teledoce; Alejandro Spuntone, ex-vocalista de La Trampa, vocalista de Spuntone-Mendaro y de Proyecto Bifrost; y Juan Dittrich, coach vocal.
La banda musical residente está conformada por Matías Rada y Diego Bonomo en guitarras, Xavier Pereira Lete en bajo y guitarra española, José Redondo en piano/teclados y Marcelo Lacava en batería.  A medida que las rondas van avanzando, la banda crece en su cantidad de integrantes.
Se consagró ganador Óscar Collazo, costense de 34 años nacido en Argentina, participante del equipo de Lucas Sugo.
| # | Coach            | Participante   | Canción                        | Resultado              |
| - | ---------------- | -------------- | ------------------------------ | ---------------------- |
| 1 | Agustín Casanova | Paulina Liard  | «Bohemian Rhapsody»            | Cuarto lugar (15,18%)  |
| 2 | Valeria Lynch    | Micaela Serrón | «Me vas a extrañar»            | Segundo lugar (23,84%) |
| 3 | Ruben Rada       | Cinzia Zabala  | «Heart of Glass»               | Tercer lugar (19,16%)  |
| 4 | Lucas Sugo       | Óscar Collazo  | «I Don't Want to Miss a Thing» | Ganador (41,82%)       |

## Resumen
| Temporada | Estreno            | Final                 | Ganador        | Segundo Lugar   | Tercer Lugar     | Cuarto Lugar   | Coach ganador    | Presentador       | Coaches (orden de sillas) | Coaches (orden de sillas) | Coaches (orden de sillas) | Coaches (orden de sillas) |
| Temporada | Estreno            | Final                 | Ganador        | Segundo Lugar   | Tercer Lugar     | Cuarto Lugar   | Coach ganador    | Presentador       | 1                         | 2                         | 3                         | 4                         |
| --------- | ------------------ | --------------------- | -------------- | --------------- | ---------------- | -------------- | ---------------- | ----------------- | ------------------------- | ------------------------- | ------------------------- | ------------------------- |
| 1         | 7 de marzo de 2022 | 27 de junio de 2022   | Oscar Collazo  | Micaela Serrón  | Cinzia Zabala    | Paulina Liard  | Lucas Sugo       | Natalia Oreiro    | Rada                      | Lucas                     | Valeria                   | Agustín                   |
| 2         | 3 de julio de 2023 | 23 de octubre de 2023 | Federico Garat | Santiago Buere  | Vanessa Corrales | Clara Hill     | Valeria Lynch    | Natalia Oreiro    | Lucas                     | Rada                      | Valeria                   | Agustín                   |
| 3         | 3 de junio de 2024 | 21 de octubre de 2024 | Marcos Agüero  | Michelle Viquez | Juan Amato       | Anabel Llarena | Agustín Casanova | Noelia Etcheverry | Luana                     | Rada                      | Valeria                   | Agustín                   |